# Catharanthus
Catharanthus es un género de ocho especies de plantas herbáceas perennes, siete endémicas de la isla de Madagascar, la octava nativa del subcontinente Indio en el sur de Asia.

## Descripción
Son hierbas subherbáceas, anuales o perennes; tallos con secreción lechosa, glabros a pubescentes. Hojas opuestas, eglandulares, sin coléteres en el nervio central del haz, las láminas glabras a variadamente pubescentes, sin domacios. Inflorescencias axilares, cimosas, sésiles o subsésiles, con 1-4 flores; brácteas inconspicuas. Flores con un cáliz de 5 sépalos, iguales o subiguales, subfoliáceos, sin coléteres en la base de la cara adaxial; corola hipocraterimorfa, sin estructuras coronales accesorias, el tubo recto, engrosado en la posición de los estambres, el limbo actinomorfo, la estivación sinistrorsa; estambres incluidos, las anteras no conniventes ni aglutinadas a la cabeza estigmática; gineceo 2-carpelar, los óvulos numerosos; nectarios usualmente 2. Frutos en folículos apocárpicos, cilíndricos a subcilíndricos, fusiformes, continuos, membranáceos; semillas secas, desnudas, sin coma apical.

## Taxonomía
El género fue descrito por George Don y publicado en A General History of the Dichlamydeous Plants 4: 71, 94–95. 1837. La especie tipo es: Catharanthus roseus (L.)

## Especies
- Catharanthus coriaceus Markgr. Madagascar.
- Catharanthus lanceus (Bojer ex A.DC.) Pichon. Madagascar.
- Catharanthus longifolius (Pichon) Pichon. Madagascar.
- Catharanthus ovalis Markgr. Madagascar.
- Catharanthus pusillus (Murray) G.Don. India.
- Catharanthus roseus (L.) G.Don. Madagascar.
- Catharanthus scitulus (Pichon) Pichon. Madagascar.
- Catharanthus trichophyllus (Baker) Pichon. Madagascar.